# UFC Fight Night: Thompson vs. Neal
UFC Fight Night: Thompson vs. Neal（ユーエフシー・ファイトナイト：トンプソン・バーサス・ニール、別名UFC Fight Night 183、UFC on ESPN+ 41）は、アメリカ合衆国の総合格闘技団体「UFC」の大会の一つ。2020年12月19日、ネバダ州ラスベガスのUFC APEXで開催された。

## 大会概要
本大会ではスティーブン・トンプソンとジェフ・ニールのウェルター級戦が組まれた。

## 試合結果

### プレリミナリーカード
第1試合 160ポンド契約 5分3R
○  クリストス・ジアゴス vs.  カールトン・マイナス ×
3R終了 判定3-0（30-26、29-27、29-28）
第2試合 フライ級 5分3R
○  ジミー・フリック vs.  コーディ・ダーデン ×
1R 3:18 三角絞め
第3試合 ミドル級 5分3R
○  テフォン・チュクウィ vs.  ジェイミー・ピケット ×
3R終了 判定3-0（30-25、30-26、30-26）
第4試合 女子フライ級 5分3R
○  タイラ・サントス vs.  ジリアン・ロバートソン ×
3R終了 判定3-0（30-26、30-26、29-28）
第5試合 195ポンド契約 5分3R
○  デロン・ウィン vs.  アントニオ・アロヨ ×
3R終了 判定3-0（29-28、29-28、29-28）
第6試合 女子バンタム級 5分3R
○  パニー・キアンザド vs.  シハラ・ユーバンクス ×
3R終了 判定3-0（29-28、29-28、29-28）
第7試合 ウェルター級 5分3R
○  アンソニー・ペティス vs.  アレックス・モロノ ×
3R終了 判定3-0（29-28、29-28、29-28）

### メインカード
第8試合 ヘビー級 5分3R
○  マルチン・ティブラ vs.  グレッグ・ハーディ ×
2R 4:31 TKO（パウンド）
第9試合 バンタム級 5分3R
○  ロブ・フォント vs.  マルロン・モラエス ×
1R 3:47 TKO（右アッパー→パウンド）
第10試合 ウェルター級 5分3R
○  ミシェル・ペレイラ vs.  ケイオス・ウィリアムズ ×
3R終了 判定3-0（29-28、29-28、29-28）
第11試合 バンタム級 5分3R
○  ジョゼ・アルド vs.  マルロン・ヴェラ ×
3R終了 判定3-0（29-28、29-28、29-28）
第12試合 ウェルター級 5分5R
○  スティーブン・トンプソン vs.  ジェフ・ニール ×
5R終了 判定3-0（50-45、50-45、50-45）

### 各賞
ファイト・オブ・ザ・ナイト：該当無し
パフォーマンス・オブ・ザ・ナイト：スティーブン・トンプソン、ロブ・フォント、マルチン・ティブラ、ジミー・フリック
各選手にはボーナスとして5万ドルが授与された。

### カード変更
負傷などによるカードの変更は以下の通り。